# ستايسي ستريت (فلوريدا)
ستايسي ستريت (بالإنجليزية: Stacey Street CDP, Florida)‏ هي منطقة سكنية تقع بولاية فلوريدا في الولايات المتحدة. تبلغ مساحتها 0.3 كم2، وترتفع عن سطح البحر 5 م، بلغ عدد سكانها 858 نسمة في عام 2010 حسب إحصاء مكتب تعداد الولايات المتحدة وتصل الكثافة السكانية فيها 2,860 نسمة لكل كيلومتر مربع (7,407.4/ميل2).

## التركيبة السكانية
حدّد مكتب تعداد الولايات المتحدة بيانات التركيبة السكانية لستايسي ستريت في تعداد الولايات المتحدة. في ما يلي، التركيبة السكانية حسب تعدادي 2000 و2010.

### تعداد عام 2000
بلغ عدد سكان ستايسي ستريت 958 نسمة بحسب تعداد عام 2000، وبلغ عدد الأسر 258 أسرة وعدد العائلات 200 عائلة مقيمة في المنطقة السكنية. في حين سجلت الكثافة السكانية 3,193.3 نسمة لكل كيلومتر مربع (8,270.6/ميل2). وبلغ عدد الوحدات السكنية 267 وحدة بمتوسط كثافة قدره 890 لكل كيلومتر مربع (2,305.1/ميل2).
وتوزع التركيب العرقي للمنطقة السكنية بنسبة 43.01% من البيض و50.52% من الأمريكيين الأفارقة و0.63% من الأمريكيين ذوي الأصول الآسيوية و2.61% من الأعراق الأخرى و3.24% من عرقين مختلطين أو أكثر و33.92% من الهسبانيون أو اللاتينيون من أي عرق.
بلغ عدد الأسر 258 أسرة كانت نسبة 65.5% منها لديها أطفال تحت سن الثامنة عشر تعيش معهم، وبلغت نسبة الأزواج القاطنين مع بعضهم البعض 34.5% من أصل المجموع الكلي للأسر، ونسبة 34.9% من الأسر كان لديها معيلات من الإناث دون وجود شريك،  بينما كانت نسبة 8.1% من الأسر لديها معيلون من الذكور دون وجود شريكة وكانت نسبة 22.5% من غير العائلات. تألفت نسبة 9.7% من أصل جميع الأسر من عدة أفراد يعيشون في نفس المنزل ونسبة 0.4% كانت تتألف من شخص يعيش بمفرده يبلغ من العمر 65 عاماً أو أكثر. وبلغ متوسط حجم الأسرة المعيشية 3.62، أما متوسط حجم العائلات فبلغ 3.79.
بلغ العمر الوسطي للسكان 23.4 عاماً. وكانت نسبة 39.2% من القاطنين تحت سن الثامنة عشر، وكانت نسبة 13.4% بين الثامنة عشر والرابعة والعشرين عاماً، ونسبة 33.6% كانت واقعةً في الفئة العمرية ما بين الخامسة والعشرين والرابعة والأربعين عاماً، ونسبة 9.4% كانت ما بين الخامسة والأربعين والرابعة والستين، ونسبة 1.8% كانت ضمن فئة الخامسة والستين عاماً فما فوق. يوجد لكل 100 أنثى 111.6 ذكر، ويوجد لكل 100 أنثى في الثامنة عشر من عمرها فما فوق 106.3 ذكر.
بلغ متوسط دخل الأسرة في المنطقة السكنية 25,950 دولارًا، أما متوسط دخل العائلة فبلغ 26,250 دولارًا. وكان متوسط دخل الذكور 19,091 دولارًا مقابل 19,597 دولارًا للإناث. وسجل دخل الفرد الخاص بالمنطقة السكنية 10,449 دولارًا. وكانت نسبة 28.8% من العائلات ونسبة 35.1% من السكان تحت خط الفقر، وكان من هؤلاء نسبة 37.6% تحت سن الثامنة عشر ونسبة 0% في الخامسة والستين من العمر وما فوق.

### تعداد عام 2010
بلغ عدد سكان ستايسي ستريت 858 نسمة بحسب تعداد عام 2010، وبلغ عدد الأسر 210 أسرة وعدد العائلات 176 عائلة مقيمة في المنطقة السكنية. في حين سجلت الكثافة السكانية 2,860 نسمة لكل كيلومتر مربع (7,407.4/ميل2). وبلغ عدد الوحدات السكنية 247 وحدة بمتوسط كثافة قدره 823.3 لكل كيلومتر مربع (2,132.3/ميل2).
وتوزع التركيب العرقي للمنطقة السكنية بنسبة 25.17% من البيض و41.61% من الأمريكيين الأفارقة و1.28% من الأمريكيين الأصليين و0.58% من الأمريكيين ذوي الأصول الآسيوية و0.12% من سكان جزر المحيط الهادئ و29.37% من الأعراق الأخرى و1.86% من عرقين مختلطين أو أكثر و49.18% من الهسبانيون أو اللاتينيون من أي عرق.
بلغ عدد الأسر 210 أسرة كانت نسبة 68.1% منها لديها أطفال تحت سن الثامنة عشر تعيش معهم، وبلغت نسبة الأزواج القاطنين مع بعضهم البعض 28.1% من أصل المجموع الكلي للأسر، ونسبة 41.9% من الأسر كان لديها معيلات من الإناث دون وجود شريك،  بينما كانت نسبة 13.8% من الأسر لديها معيلون من الذكور دون وجود شريكة وكانت نسبة 16.2% من غير العائلات. تألفت نسبة 10.5% من أصل جميع الأسر من عدة أفراد يعيشون في نفس المنزل ونسبة 1.4% كانت تتألف من شخص يعيش بمفرده يبلغ من العمر 65 عاماً أو أكثر. وبلغ متوسط حجم الأسرة المعيشية 4.01، أما متوسط حجم العائلات فبلغ 4.09.
بلغ العمر الوسطي للسكان 22.7 عاماً. وكانت نسبة 41.3% من القاطنين تحت سن الثامنة عشر، وكانت نسبة 13.8% بين الثامنة عشر والرابعة والعشرين عاماً، ونسبة 33.9% كانت واقعةً في الفئة العمرية ما بين الخامسة والعشرين والرابعة والأربعين عاماً، ونسبة 9.4% كانت ما بين الخامسة والأربعين والرابعة والستين، ونسبة 1.6% كانت ضمن فئة الخامسة والستين عاماً فما فوق. وتوزع التركيب الجنسي للسكان بنسبة 49.7% ذكور و50.3% إناث.